# Citytunnel München
De Citytunnel München (Duits: S-Bahn Stammstrecke München) is een ondergrondse spoorlijn in de Zuid-Duitse stad München, tussen het westelijke deel (ruwweg vanaf München Hauptbahnhof) en het oostelijke deel van de stad (station München Ost). De lijn is als spoorlijn 5540 en 5550 onder beheer van DB Netze. De treinen van de S-Bahn maken gebruik van dit traject.

## Geschiedenis
Het traject werd door de Deutsche Bundesbahn op 28 mei 1972 geopend.

### Express S-Bahn
Er bestaan plannen om een tweede citytunnel aan te leggen. Dit traject zal als Express S-Bahn worden aangelegd met ondergrondse haltes te Hauptbahnhof en Marienhof.

## Treindiensten

### S-Bahn München
De S-Bahn, meestal de afkorting voor Stadtschnellbahn, soms ook voor Schnellbahn, is een in Duitsland ontstaan (elektrisch) treinconcept, welke het midden houdt tussen de Regionalbahn en de Stadtbahn. De S-Bahn maakt meestal gebruik van de normale spoorwegen om grote steden te verbinden met andere grote steden of forenzengemeenten. De treinen rijden volgens een vaste dienstregeling met een redelijk hoge frequentie.
De S-Bahn München rijdt op dit traject de volgende lijnen:
- S1 Freising / Flughafen München ↔ M.-Ostbf.: Freising / Flughafen München - Flughafen München Besucherpark - Neufahrn - M.-Feldmoching - M.-Moosach - M.-Laim - M.-Donnersbergerbrücke - M-Hbf. - M.-Karlsplatz (Stachus) - M.-Marienplatz - M.-Ostbf.
- S2 Petershausen ↔ Erding: Petershausen - Dachau - M.-Laim - M.-Donnersbergerbrücke - M-Hbf. - M.-Karlsplatz (Stachus) - M.-Marienplatz - M.-Ostbf. - M.-Leuchtenbergring - M.-Berg am Laim - Markt Schwaben - Erding
- S4 Mammendorf ↔ Ebersberg: Mammendorf - Maisach - M.-Pasing - M.-Laim - M.-Donnersbergerbrücke - M-Hbf. - M.-Karlsplatz (Stachus) - M.-Marienplatz - M.-Ostbf. - M.-Leuchtenbergring - M.-Berg am Laim - M.-Trudering - Grafing Bahnhof - Ebersberg
- S5 Herrsching ↔ Holzkirchen: Herrsching - Weßling - Germering-Unterpfaffenhofen - M.-Westkreuz - M.-Pasing - M.-Laim - M.-Donnersbergerbrücke - M-Hbf. - M.-Karlsplatz (Stachus) - M.-Marienplatz - M.-Ostbf. - M.-Giesing - Deisenhofen - Holzkirchen
- S6 Tutzing ↔ Kreuzstraße: Tutzing - Starnberg - M.-Westkreuz - M.-Pasing - M.-Laim - M.-Donnersbergerbrücke - M-Hbf. - M.-Karlsplatz (Stachus) - M.-Marienplatz - M.-Ostbf. - M.-Giesing - Höhenkirchen-Siegertsbrunn - Aying - Kreuzstraße
- S7 Wolfratshausen ↔ M.-Ostbf.: Wolfratshausen - Höllriegelskreuth - M.-Solln - M.-Siemenswerke - M.-Harras - M.-Heimeranplatz - M.-Donnersbergerbrücke - M-Hbf. - M.-Karlsplatz (Stachus) - M.-Marienplatz - M.-Ostbf.
- S8 Geltendorf ↔ Flughafen München: Geltendorf - Grafrath - Buchenau - Fürstenfeldbruck - M.-Pasing - M.-Laim - M.-Donnersbergerbrücke - M-Hbf. - M.-Karlsplatz (Stachus) - M.-Marienplatz - M.-Ostbf - M.-Leuchtenbergring - Flughafen München Besucherpark - Flughafen München
- S20 M.-Pasing ↔ Deisenhofen: M.-Pasing - M.-Heimeranplatz - M.-Siemenswerke - M.-Solln - Deisenhofen
- S27 M.-Hbf. ↔ Deisenhofen: M.-Hbf - M.-Donnersbergerbrücke - M.-Heimeranplatz - M.-Harras - M.-Siemenswerke - M.-Solln - Deisenhofen

## Aansluitingen
In de volgende plaatsen was of is er een aansluiting van de volgende spoorwegmaatschappijen:

### München Hbf
- München - Rosenheim spoorlijn tussen München en Rosenheim
- Allgäubahn spoorlijn tussen Buchloe en Lindau
- Maximiliansbahn spoorlijn tussen Ulm en München
- Isartalbahn spoorlijn tussen München-Isartalbahnhof (gelegen in Sendling) en Bichl
- München - Garmisch-Partenkirchen spoorlijn tussen München en Garmisch-Partenkirchen
- München-Pasing - Herrsching spoorlijn tussen München-Pasing en Herrsching
- München - Nürnberg spoorlijn tussen München en Nürnberg via Ingolstadt
- München - Regensburg spoorlijn tussen München en Regensburg
- München - Mühldorf spoorlijn tussen München en Mühldorf
- München - Flughafen spoorlijn tussen München en Flughafen München Franz Josef Strauß
- München - Lenggries spoorlijn tussen München en Lenggries
- Münchner Nordring goederen spoorlijn aan de noordzijde van München
- U-Bahn München (MVG) metro München
- Straßenbahn München (MVG) stadstram München

### München Ostbf
- München - Rosenheim spoorlijn tussen München en Rosenheim
- München - Mühldorf spoorlijn tussen München en Mühldorf
- München - Flughafen spoorlijn tussen München en Flughafen München Franz Josef Strauß
- U-Bahn München (MVG) metro München
- Straßenbahn München (MVG) stadstram München

## Elektrische tractie
Het traject werd geëlektrificeerd met een spanning van 15.000 volt 16 2/3 Hz wisselstroom.

## Foto's

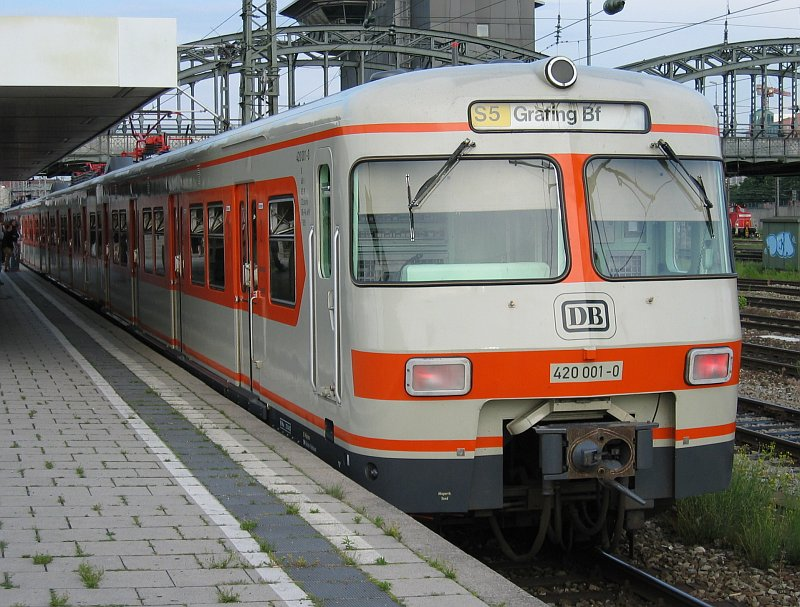
ET 420 001 in München Hackerbrücke
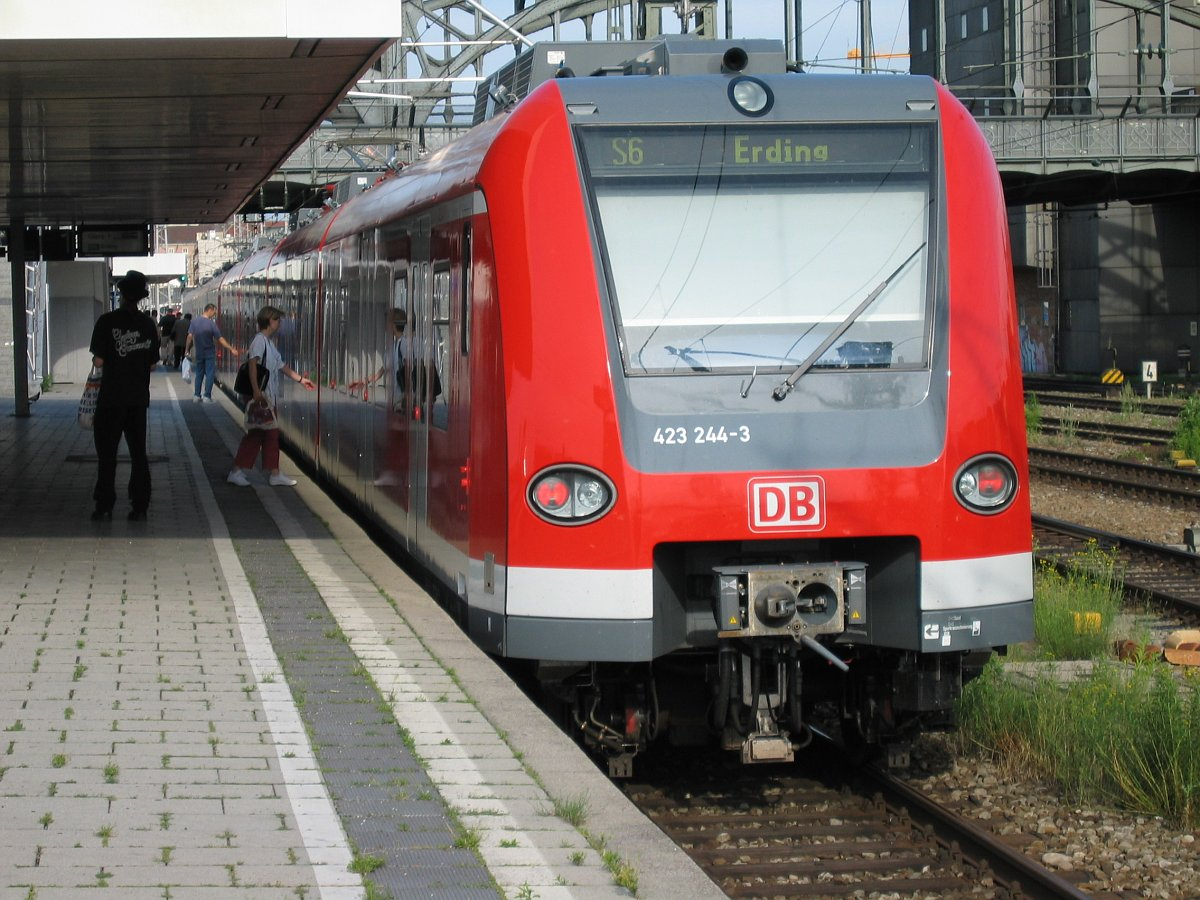
ET 423 244 in München Hackerbrücke